# Confederação Brasileira do Desporto Universitário
Confederação Brasileira do Desporto Universitário (CBDU) é a entidade máxima responsável pela administração do desporto universitário no Brasil. Entre seus encargos estão a gestão e a organização das competições e eventos esportivos oficiais entre universitários de todo o país.

## Propósito organizacional
Missão
Inspirar e desenvolver o potencial de novos líderes através do esporte.
Por ser uma instituição que trabalha a consonância do esporte com a educação, a CBDU acredita que os estudantes atletas de hoje são os futuros profissionais de amanhã e que, se forjados com os valores do esporte, estarão melhor inseridos no mercado de trabalho e em posição de destaque, sendo formadores de opinião. A Confederação também propõe o desenvolvimento social dos jovens atletas que desejam seguir o alto rendimento esportivo e defende a ressocialização pós carreira.
Visão
Ser uma marca de valor para o esporte nacional.
Além de proporcionar o elo entre esporte e educação, a CBDU almeja ser referência no desporto universitário para os mais de 8 milhões de estudantes universitários hoje presentes no Brasil. Esse número é referente a Instituições de Ensino Superior (IES) públicas e privadas. Nos eventos da CBDU há a participação de aproximadamente 80 mil atletas e, em decorrência da parceria da Confederação com as IES, cerca de 12 mil bolsas de estudos são ofertadas por ano.
Valores
- Ética
- Paixão
- Transparência
- Excelência
- Inovação
- Credibilidade

## História
Fundada em 09 de agosto de 1939 por acadêmicos, representantes de Federações Universitárias Estaduais (FUES) e agremiações reunidos no Rio de Janeiro, a CBDU foi oficializada dois anos depois pelo Decreto nº 3.617, de 15 de novembro de 1941, assinado pelo Presidente da República, Getúlio Vargas. O decreto-lei nº 3.617 organizou as atividades desportivas do Brasil, incluindo a oficialização do desporto acadêmico e o reconhecimento da CBDU como gestora. A CBDU é filiada e membro fundador da Federação Internacional do Esporte Universitário (FISU).
Durante os 80 anos da CBDU, grandes nomes do esporte deixaram sua marca, como: Bernardinho, Daniele Hypolito, Daiane dos Santos, Fernando Scherer, Joanna Maranhão, Tiago Camilo, Maurren Maggi, Arthur Nori, Arthur Zanetti e tantos outros.

## Estrutura
A CBDU possui 27 membros, as Federações Universitárias Estaduais. Elas formam a Assembléia Geral, órgão máximo, que elege, para um mandato de quatro anos, o presidente e o vice-presidente. Estes nomeiam seus assessores, formando o Conselho Diretivo da entidade. Atualmente, é presidida por Luciano Cabral e o vice-presidente é Alim Rachid Maluf Neto.
Ao longo da última década, a CBDU buscou trabalhar em parceria com as 27 Federações e hoje verifica-se o crescimento, o desenvolvimento e o fortalecimento dos Jogos Universitários Estaduais e de suas respectivas Federações. Por este trabalho, merece reconhecimento e crédito todos os presidentes e diretores que passaram e que continuam na gestão das FUEs.
Durante esses anos, a CBDU em parceria com as Federações, utilizou algumas ferramentas para avaliar o desenvolvimento do esporte universitário por todo o Brasil. O resultado aponta para um aumento na quantidade de participantes e, principalmente, o estabelecimento de calendários para o esporte universitário no âmbito estadual. A conquista de legislações específicas que aportam recursos estaduais para algumas FUEs, os acessos a Leis de Incentivo Estaduais e as parcerias entre o ente público estadual e o municipal, também demonstram o crescimento e a conquista de credibilidade do desporto universitário em todos os estados do Brasil e no Distrito Federal.
Além das FUES, a CBDU também é formada por uma Comissão de Atletas, composta por nove atletas de diferentes modalidades e Federações, que é renovada a cada dois anos. Dos membros, quatro precisam ter participação em Universíade e cinco ter participação no Jogos Universitários Brasileiros (JUBS). O objetivo da Comissão é dar voz aos atletas dentro da Confederação e estreitar cada vez mais a relação entre as partes. São atuais integrantes da Comissão: Bárbara Dias (taekwondo), Fellipe Arakawa (ginástica artística), Helena Teodosio (judô), Luinne Nascimento (handebol), Maik Andrade (vôlei), Pedro Rezende (judô), Talita Alves Carneiro (handebol), Verena Figueira (vôlei de praia e quadra) e Yasmim Lima (judô).

### Sede
A CBDU possui sede em Brasília, com prédio próprio na Asa Norte, quadra SGAN 905.

## Competições e Eventos
Até 2018, três eventos faziam parte do calendário da CBDU: os Jogos Universitários Brasileiros – JUBs, a Liga Do Desporto Universitário – LDU e a Copa Brasil Universitário de Futebol Feminino – CBUFF. A LDU aconteceu de 2006 a 2017, e funcionava anualmente com 15 competições distribuídas entre março e dezembro. Sediados em várias cidades brasileiras, os eventos da LDU abrangeram várias modalidades esportivas e movimentaram mais de 4 mil atletas de todo o país.
Já a CBUFF foi lançada em 2014, em parceria com o Ministério do Esporte. A segunda edição do campeonato, em 2015, foi considerada o maior campeonato de futebol feminino do Brasil. Também em 2015 aconteceu o Beach Games Internacional, com o apoio e chancela da Federação Internacional do Esporte Universitário (FISU) e da FISU America.

### Jogos Universitários Brasileiros – JUBs
Desde 2018, todas as competições do calendário recebem o nome de JUBs, que juntas formam a temporada do anual. Assim, em um único ano há diversos JUBs. No JUBs Conferências, o primeiro colocado de cada Fase Estadual disputa o título regional. Aqui, participam as modalidades de quadra: basquete, futsal, voleibol e handebol. Ao todo são 4 Conferências Regionais: Norte, Nordeste, Sul e Sudeste.
No JUBs Modalidades, 22 modalidades esportivas são divididas em 5 eventos ao longo do ano: JUBs Futebol, JUBs Rugby 7, JUBs Praia, JUBs Lutas e JUBs Futebol 7 Society, Basquete 3x3, Raquetes e Xadrez.
E por fim, o JUBs Fase Final, maior evento realizado pela CBDU que, só em 2019, na 67ᵃ edição, reuniu mais de sete mil participantes de todo o país. Ao longo dos anos, o JUBs cresceu e se estruturou no que hoje é conhecido como a maior competição universitária da América Latina.

### Cenário internacional
Mundo a fora, a nível continental, CBDU participa do FISU AMERICA Games, competição pan-americana e sul-americana, realizada pela FISU AMERICA que acontece sempre em anos pares e ímpares, respectivamente.
Participa também do FISU University World Cups (FISU UWC), realizado pela FISU, em diversas cidades sedes pelo mundo, em 3 modalidades: basquete 3 x 3, rugby 7 e futebol; do FISU World University Championships (FISU WUC), realizados pela FISU sempre em anos pares, nas modalidades: cross country, handebol, vôlei de praia, triathlon, vela, pentlathon moderno, orientação, futsal, esporte de mente, rugby 7, karatê e badminton e, por fim, do FISU World University Games (FISU WUG ou Universíade), que acontece anualmente e se caracteriza como a maior competição universitária do mundo.
Ainda no cenário internacional, a CBDU já sediou os seguintes campeonatos da FISU:
– 2º Jogos Universitários Sul-Americanos;
– 1º Mundial Universitário de Futsal feminino;
– 3º Jogos Universitários Sul-Americanos;
– 6º Campeonato Mundial Universitário de Rugby Seven;
– 12º Campeonato Mundial Universitário de Triathlon;
– 2º Campeonato Mundial Universitário de Basquete 3x3;
– 15º Campeonato Mundial Universitário de Futsal;
– 1º Mundial Universitário de Basquete 3x3.

## Patrocínio e apoio
No seu desenvolvimento a CBDU conquistou parceiros, como os Correios, - atual patrocinador, o Banco Itaú, que foi patrocinador do esporte universitário por 8 anos, entre outras empresas como a Super Bolla, Spalding e Kempa, fornecedoras de material esportivo. Ministério do Esporte, COB e CPB atuam como apoiadores.

### Loteria
A lei nº 13.756, de 2018, garantiu transferência direta de 0,11% da receita bruta das loterias de prognósticos numéricos (por exemplo: Mega Sena) para a CBDU.